# Thiên Trường
Thiên Trường là một phường thuộc tỉnh Ninh Bình, Việt Nam.

## Địa lý
Thiên Trường nằm cách phường Hoa Lư - trung tâm tỉnh lỵ Ninh Bình 35 km về phía Đông Bắc, có vị trí địa lý:
- Phía tây nam giáp phường Nam Định.
- Phía tây bắc giáp xã Nam Lý.
- Phía nam giáp phường Vị Khê.
- Phía bắc và phía đông giáp phường Vạn Xuân và phường Vũ Thư của tỉnh Hưng Yên, có ranh giới tự nhiên là sông Hồng.

Phường Thiên Trường	có diện tích:	20,53	km², 	dân số:	31.031	người, mật độ dân số: 	1511	người/km². 	Đây là đơn vị có diện tích xếp thứ:	108	, số dân xếp thứ: 	64	và mật độ dân số xếp thứ: 	28	trong số 129 xã, phường ở Ninh Bình.
Phường này nằm trên Quốc lộ 10, 38B, và cũng là nơi có sông Hồng, Sông Nam Định chảy qua.

## Lịch sử
Theo Nghị quyết số 1674/NQ-UBTVQH15 ngày 16/6/2025 về sắp xếp các đơn vị hành chính cấp xã của tỉnh Ninh Bình năm 2025, Sắp xếp toàn bộ diện tích tự nhiên, quy mô dân số của phường Lộc Hạ, xã Mỹ Tân và xã Mỹ Trung thành phường mới có tên gọi là phường Thiên Trường.